# Johann Christian Daniel von Schreber
Johann Christian Daniel von Schreber (Weissensee, Turingia (Alemania), 17 de enero de 1739 - † Erlangen (Alemania), 10 de diciembre de 1810) fue un naturalista alemán, discípulo de Carlos Linneo.
Schreber estudió Medicina, Teología e Historia natural en las Universidades de Halle y Upsala. En 1760, tras obtener su doctorado, inició el ejercicio de la medicina en Bützow; al año siguiente comenzó a impartir clases en la universidad local. A partir de 1770 enseñó Medicina y Botánica en Erlangen; en 1773 le fue confiada la dirección del jardín botánico de la ciudad, y en 1776 fue nombrado catedrático de historia natural.
En 1774 Schreber comenzó la redacción de un tratado, titulado Die Säugethiere in Abbildungen nach der Natur mit Beschreibunge, "Descripción e Ilustración de la Naturaleza de los Mamíferos", en el que acometió la descripción de todas las especies conocidas de mamíferos. Muchas de ellas fueron allí descritas científicamente por primera vez, y clasificadas de acuerdo al sistema binomial desarrollado por Linneo. Las ilustraciones, sin embargo, carecían del rigor de otras obras de la época.
En 1787 fue nombrado miembro de la prestigiosa Real Academia de las Ciencias de Suecia. En abril de 1795 fue elegido miembro de la Royal Society Se le concedieron numerosos honores, entre ellos el cargo de conde imperial palatino.
Tras su muerte, su rica colección botánica fue adquirida por el rey Maximiliano José I de Baviera, y sirvió de base para la colección estatal de Botánica de Múnich.

## Obra
- Beschreibung der Gräser, enero de 1769 a marzo de 1810
- Lithographia Halensis, 1758
- Schreberi Novae Species Insectorvm, 1759
- Die Säugetiere in Abbildungen nach der Natur mit Beschreibungen, enero de 1774 a abril de 1804
- Theses medicae, 1761

## Honores
Varias especies recuerdan a Schreber en su nombre latino, entre ellas Arum schreberi, Muhlenbergia schreberi J.F.Gmel., Potamogeton schreberi G.Fisch. y Rumex schreberi Hausskn.
- La abreviatura «Schreb.» se emplea para indicar a Johann Christian Daniel von Schreber como autoridad en la descripción y clasificación científica de los vegetales.[3]

## Abreviatura (zoología)
La abreviatura Schreber  se emplea para indicar a Johann Christian Daniel von Schreber como autoridad en la descripción y taxonomía en zoología.